# Эмуляторы оптических дисководов

Эмулятор оптических дисководов — компьютерная программа, позволяющая создать виртуальный оптический дисковод CD/DVD/HD DVD/Blu-ray на персональном компьютере. Созданный виртуальный оптический дисковод позволяет загружать виртуальные диски и имитирует настоящий привод.
Очень часто программу-эмулятор оптического дисковода используют для снятия и монтирования образов дисков с компьютерными играми (особенно в тех случаях, когда оригинальная игра не может быть запущена без оригинального диска), музыкой или фильмами, а также сборников программ.

## Программы для эмулирования оптических дисководов
| \| Название \| Операционная система \| Лицензия \| Возможности \| \| -------------------------- \| -------------------- \| --------------------- \| ------------------------------------------------------------------------------------------------------------------------------------------------------------------------------------------------------- \| \| Alcohol 120%[1][2] \| Windows \| условно-бесплатное ПО \| создание, монтирование, запись образов \| \| Alcohol 52%[2][3] \| Windows \| бесплатное ПО \| создание, монтирование образов (количество виртуальных дисков в бесплатной версии — 6) в действительности заявленный функционал реализует, лишь при отсутствии блокирования загрузки зараженных файлов. \| \| CDemu[англ.] \| Linux \| freeware \| монтирование образов \| \| DAEMON Tools[1][2] \| Windows, macOS \| shareware \| создание, монтирование образов \| \| DAEMON Tools Lite[2][3] \| Windows \| freeware \| создание, монтирование образов \| \| DVDFab Virtual Drive \| Windows \| freeware \| монтирование образов CD, DVD и Blu-ray \| \| Gizmo Central \| Windows \| freeware \| создание, монтирование и запись образов \| \| ImDisk Virtual Disk Driver \| Windows \| GNU LGPL, BSD \| создание, монтирование образов \| \| ImgBurn \| Windows \| freeware \| создание, запись образов, извлечение из образов \| \| ISODisk \| Windows \| freeware \| создание образов, монтирование \| \| MagicDisc \| Windows \| freeware \| создание, монтирование образов \| \| MagicISO \| Windows \| shareware \| создание, монтирование, запись образов, извлечение из образов \| \| Nero Burning ROM[1][2] \| Windows, Linux \| shareware \| создание, монтирование, запись образов \| \| TotalMounter[англ.] \| Windows \| freeware \| монтирование образов \| \| UltraISO \| Windows \| shareware \| создание, монтирование, запись образов \| \| Virtual CD[нем.][1][2][4] \| Windows \| shareware \| создание, монтирование образов \| \| Virtual CloneDrive[2][3] \| Windows \| freeware \| монтирование образов \| \| WinCDEmu \| Windows \| GNU LGPL \| создание, монтирование образов \| |                      |                       | |
| Название | Операционная система | Лицензия              | Возможности |
| Alcohol 120% | Windows              | условно-бесплатное ПО | создание, монтирование, запись образов |
| Alcohol 52% | Windows              | бесплатное ПО         | создание, монтирование образов (количество виртуальных дисков в бесплатной версии — 6) в действительности заявленный функционал реализует, лишь при отсутствии блокирования загрузки зараженных файлов. |
| CDemu | Linux                | freeware              | монтирование образов |
| DAEMON Tools | Windows, macOS       | shareware             | создание, монтирование образов |
| DAEMON Tools Lite | Windows              | freeware              | создание, монтирование образов |
| DVDFab Virtual Drive | Windows              | freeware              | монтирование образов CD, DVD и Blu-ray |
| Gizmo Central | Windows              | freeware              | создание, монтирование и запись образов |
| ImDisk Virtual Disk Driver | Windows              | GNU LGPL, BSD         | создание, монтирование образов |
| ImgBurn | Windows              | freeware              | создание, запись образов, извлечение из образов |
| ISODisk | Windows              | freeware              | создание образов, монтирование |
| MagicDisc | Windows              | freeware              | создание, монтирование образов |
| MagicISO | Windows              | shareware             | создание, монтирование, запись образов, извлечение из образов |
| Nero Burning ROM | Windows, Linux       | shareware             | создание, монтирование, запись образов |
| TotalMounter | Windows              | freeware              | монтирование образов |
| UltraISO | Windows              | shareware             | создание, монтирование, запись образов |
| Virtual CD | Windows              | shareware             | создание, монтирование образов |
| Virtual CloneDrive | Windows              | freeware              | монтирование образов |
| WinCDEmu | Windows              | GNU LGPL              | создание, монтирование образов |

## Наиболее распространённые форматы образов
- bin/cue
- iso
- isz (Compressed ISO images)
- ccd (CloneCD)
- bwt (BlindWrite)
- mds (Media Descriptor File)
- mdx
- mdf (Alcohol 120 %)
- cdi (DiscJuggler)
- nrg (Nero)
- pdi (Instant CD/DVD)
- b5t (BlindWrite 5)
- b6t (BlindWrite 6)
- vcd (Virtual CD)